# Ancinus granulatus
Ancinus granulatus là một loài chân đều trong họ Ancinidae. Loài này được Holmes & Gay miêu tả khoa học năm 1909.